# Howcast
Howcast是一個以美國為基地，主要以輕鬆和幽默的文字或影片提供簡短DIY、冷知識和通識等的資訊型網站，而其原始影片大部份由業餘或在學人士製作，透過「新興製片人方案」（Emerging Filmmakers Program）支付每條影片少量報酬，如果投稿的影片受歡迎的話投稿者就可以再分得該影片的一半廣告收益。 Howcast的資訊分為25個種類，主題由如何寫求職信到如何應付大熊攻擊都有。 其網站直到2009年為止收錄了超過10萬條短片，亦曾經與花花公子、捷藍航空、雀巢公司和美國國務院等客戶合作提供Howcast風格的資訊型廣告短片。
Howcast.com於2008年2月6日成立，辦公室位於紐約市和三藩市，她的其中一個合辦人兼行政總監Jason Liebman是前雇員。其網站被時代雜志評選為「2008年50個最佳網站」之一及入選PC雜志的2008年「頭100個新興網站」，2009年獲提名威比獎的How-to和旅行兩個類別。

## 新興製片人方案
這個方案成立的目的是為在學、剛畢業的製片系學生或準備入行的人士提供一個實習、制造收入及建立自己的作品選輯為以後正式入行鋪路的機會，Howcast會提供一些素材和為他們的短片有系統地發佈到網上、手機和離線平臺。製片人可以從眾多主題分類中挑選已經準備好的主題內容，它們當中包含有預製好的旁白、動畫和背景音樂，如此製片人就只需要專注於如何運用創意來拍攝和剪接影片。投稿的短片獲Howcast接立後就可以收取50美元的報酬，如果投稿的影片錄得總合超過4萬觀看人次，投稿者就可以再分得50%該影片的廣告收益。
由於許多的投稿者都是製片系學生，這個方案亦與波士頓大學、查爾斯史都華大學和媒體藝術與科學學院的影視課程系合作以增加學生的實習機會，讓學生理解互聯網上能尋找到的機遇和累積與真實商戶合作的經驗。繼後Howcast以實驗性模式擴展計劃到約旦河西岸地區，讓巴勒斯坦青年與美國國務院合作製作在線短片。

## 資料來源
1. ↑  Frank Smith. . Contentinople. 2008-02-06  [2009-06-15]. （原始内容存档于2009-08-16）.
2. ↑  Eric Eldon. . VentureBeat. 2008-02-06  [2009-06-28]. （原始内容存档于2009-07-29）.
3. ↑  Daisy Whitney. . TV Week. 2009-02-10  [2009-07-26]. （原始内容存档于2009-05-31）.
4. ↑  Julie Creswell. . 纽约时报. 2009-07-11  [2009-07-12]. （原始内容存档于2011-10-20）.
5. ↑  Erick Schonfeld. . TechCrunch. 2008-02-06  [2009-06-15]. （原始内容存档于2009-06-02）.
6. ↑  Anita Hamilton. . 時代雜志.   [2009-06-28]. （原始内容存档于2009-05-08）.
7. ↑  . PC雜志. 2008-08-10  [2009-06-28]. （原始内容存档于2009-04-30）.
8. ↑  . 威比獎. 2009年  [2009-11-04]. （原始内容存档于2009-09-21）.
9. ↑  . Howcast.com.   [2009-11-30]. （原始内容存档于2009-12-02）.
10. ↑  . Howcast.com.   [2009-11-30]. （原始内容存档于2009-12-07）.
11. ↑  . Howcast.com. 2009-04-02  [2009-11-30]. （原始内容存档于2010-01-27）.

## 外部連結
- Howcast官方網站（页面存档备份，存于）（英文）
- Howcast的Youtube頻道（页面存档备份，存于）